# Disarmonia Mundi
Disarmonia Mundi је melodični det metal bend iz gradića Аviglijana, Italija, osnovan 2000. godine. Karijeru su započeli kao progresivni metal bend. Nakon što je Benny Bianco Chinto napustio bend njima se pridružuje pevač grupe Soilwork, Björn „Speed“ Strid. Do sada su izdali četiri studijska albuma.

## Članovi
- Ettore Rigotti − gitara, bubnjevi, „klin“ (engl. clean) vokal, bas gitara, klavijature
- Claudio Ravinale − vodeći „ikstrim“ vokal, tekstopisac
- Björn „Speed“ Strid − vokal

## Diskografija
- Nebularium (2001)
- Fragments Of D-Generation (2004)
- Mind Tricks (2006)
- Nebularium (re-izdanje) + The Restless Memoirs (EP) (2009)
- The Isolation Game (2009)
- Fragments Of D-Generation (re-izdanje sa bonus diskom) (2011)
- Cold Inferno (2015)